# باريس تورز 1936
باريس تورز 1936 هو سباق دراجات هوائية، وهو الموسم رقم 31 من باريس تورز، وأقيم في 1936.
فاز بالمركز الأول Gustave Danneels ‏، وبالمركز الثاني Fernand Mithouard ‏، وبالمركز الثالث Jules Coelart ‏.

## الفائزون
| الترتيب | الفائز             |
| ------- | ------------------ |
| الفائز  | Gustave Danneels ‏  |
| الثاني  | Fernand Mithouard ‏ |
| الثالث  | Jules Coelart ‏     |